# 新潟県道178号山ノ相川下条停車場線
新潟県道178号山ノ相川下条停車場線（にいがたけんどう178ごう やまのあいかわげじょうていしゃじょうせん）は、新潟県長岡市から同県十日町市に至る一般県道である。

## 概要

### 路線データ
- 起点：新潟県長岡市川口田麦山字相原窪（新潟県道58号小千谷大和線・新潟県道209号山ノ相川内ヶ巻停車場線交点）
- 終点：下条停車場（新潟県十日町市下条）

## 通過する自治体
- 新潟県
  - 長岡市 - 十日町市

## 接続する道路
- 新潟県道58号小千谷大和線・新潟県道209号山ノ相川内ヶ巻停車場線（起点：長岡市川口田麦山字相原窪）

この間未開通区間あり（長岡市川口田麦山 - 十日町市二子（長岡市・十日町市境））
- 新潟県道506号岩沢中条線（十日町市漉野 - 十日町市平で重複）
- 国道117号（下条本町交差点 - 十日町市下条4丁目（「下条駅」西方）で重複）
- （終点：十日町市下条4丁目、「下条駅」前）

## 周辺
- JR飯山線 下条駅
- 十日町市立下条中学校
- 十日町市立下条小学校
- 下条郵便局
- 信濃川

## その他
- 路線名の「山ノ相川」は、かつて起点付近に存在した山ノ相川集落に由来する。